# Ghisiola
Ghisiola è una località situata a nord di Castiglione delle Stiviere, in provincia di Mantova.
La località ospita sul tuo territorio la Chiesa di Santa Maria della Rosa, del XV secolo.
Nella zona è presente anche l'Ospedale psichiatrico giudiziario, struttura di rilevanza nazionale.